# Retsfølelse
Retsfølelse er udtryk for de holdninger og opfattelser, som borgerne i et retssamfund har af landets retspolitik, domstolenes domme samt straframme, herunder særligt hvorvidt straflængden opfattes som passende og retfærdig.
Man skelner mellem den informerede eller oplyste retsfølelse og den uinformerede/uoplyste retsfølelse afhængig af om man kender sagens konkrete omstændigheder eller ej. Hvis der skal være tale om en helt informeret retsfølelse kræves et vist kendskab til retssystemet, dets straffelovgivning og -udmåling. Generelt vil man på et uinformeret grundlag kræve en højere straf, end hvis man kender sagens detaljer.
Fra politisk hold anvendes hensynet til borgernes retsfølelse undertiden som argument for en strammere retspolitik; bl.a. fremgår det af Dansk Folkepartis politiske program, at "domstolene ofte er ude af trit med befolkningens holdning til straffe."